# Guerra ruso-turca (1806-1812)
La guerra ruso-turca 1806-1812 fue una de las muchas guerras que se dieron entre el Imperio ruso y el Imperio otomano. Se saldó con el Tratado de Bucarest, firmado por Kutúzov el 28 de mayo de 1812, por el que los turcos cedieron Besarabia a Rusia.

## Antecedentes
Este enfrentamiento estalló entre 1805 y 1806, en el contexto de las guerras napoleónicas. El Imperio otomano, alentado por la derrota rusa en Austerlitz, depuso a los hospodares rusófilos de sus Estados vasallos Moldavia (Alexandru Moruzi) y Valaquia (Constantine Ypsilanti). Simultáneamente, sus aliados franceses ocuparon Dalmacia y amenazaron con penetrar en los principados danubianos en cualquier momento. 
Para salvaguardar la frontera rusa en contra de un posible ataque francés, un contingente de 40 000 soldados rusos se adentró en Moldavia, Valaquia y ocupó desde la República de las Islas Jónicas las Bocas de Kotor. El sultán reaccionó con un bloqueo de los Dardanelos contra los barcos rusos y declaró la guerra a Rusia.

## Primeras hostilidades
Inicialmente, el zar estaba renuente a concentrar numerosas tropas contra Turquía mientras sus relaciones con la Francia napoleónica eran aún inciertas y la mayor parte de su ejército aún estaba peleando contra Napoleón en Prusia. Un masiva ofensiva otomana encaminada hacia Bucarest fue rápidamente controlada en Obilesti por tan solo 4500 soldados comandados por Mijaíl Andréievich Milorádovich (2 de junio de 1807). Mientras tanto, la Armada rusa al mando de Dimitri Siniavin bloqueó los Dardanelos y destruyó la flota otomana en las batallas de los Dardanelos y Athos entre el 1 y el 2 de julio, estableciendo la supremacía rusa en el mar.

## Campañas de 1808-1810

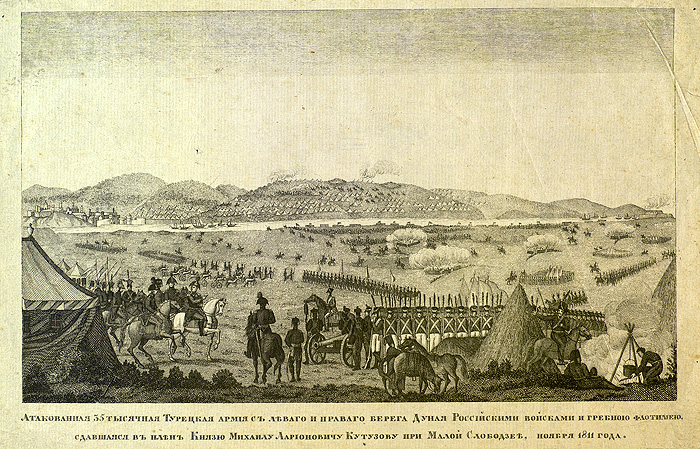
Captura del ejército turco en Slobozee. Artista desconocido.

En este punto, la guerra podría haber finalizado, si no hubiera sido firmada la Paz de Tilsit. Alejandro I de Rusia, forzado por Napoleón a firmar un armisticio con los turcos, utilizó este tiempo de paz para transferir más soldados rusos desde Prusia hacia Besarabia. Después de que el Ejército del Sur hubiera aumentado hasta 80 000 efectivos y las hostilidades comenzaran de nuevo, el comandante en jefe Prozorovski (entonces de 76 años de edad) hizo muy pocos avances en un período de más de un año. En agosto de 1809 fue reemplazado por el Príncipe Bagratión, quien rápidamente cruzó el Danubio e invadió Dobruja. Bagratión procedió a poner en asedio a Silistra pero, al escuchar que un fuerte contingente de 50 000 soldados del ejército turco se aproximaba a la ciudad, decidió evacuar Dobruja y retirarse a Besarabia.
En 1810, se renovaron las hostilidades por los hermanos Kamenski, quienes derrotaron a los refuerzos turcos que se dirigían hacia Silistra y expulsaron a los turcos de Pazardzhik (22 de mayo). La posición de Silistra ahora parecía desesperada, y la guarnición se rindió el 30 de mayo. Diez días después, Kamenski puso asedio a otra fuerte fortaleza, Shumla. El asalto de la ciudadela fue rechazado con una gran pérdida de vidas, y más derramamiento de sangre se produjo durante el intenso asalto de Ruse el 22 de julio. Esta última fortaleza no cayó bajo el ataque ruso hasta el 9 de septiembre, después de que el ejército de Kamenski hubiera sorprendido a un enorme destacamento turco en Batyn (26 de agosto). Kamenski murió poco después, y el nuevo comandante, Mijaíl Kutúzov, de acuerdo con su carácter precavido, evacuó Silistra y lentamente comenzó su retirada hacia el norte.

## Resultados
La retirada de Kutúzov indujo al comandante turco, Ahmet Pashá, a liderar a sus 60 000 hombres contra el Ejército ruso. La batalla tuvo lugar el 22 de junio de 1811 cerca de Ruse. A pesar de que la ofensiva fue rechazada, Kutúzov ordenó a sus fuerzas que cruzaran el Danubio de vuelta a Besarabia. Varios meses después, un destacamento aislado regresó secretamente y sorprendió de noche al ejército de Ahmet Pashá, al cual derrotó el 2 de octubre. Más de 9000 otomanos perecieron esa noche, lo que llevó a la rendición de Ahmet Pashá ante Kutúzov el 23 de noviembre.
De acuerdo al Tratado de Bucarest, firmado por Kutúzov el 28 de mayo, los turcos cedían Besarabia a Rusia (a pesar de que el territorio pertenecía a Moldavia, entonces vasallo turco, al que se supondría, defenderían). El tratado fue aprobado por Alejandro I de Rusia el 11 de junio de 1812, solo diez días antes de que comenzara la invasión napoleónica de Rusia. Rusia perdería estas conquistas tras la Guerra de Crimea en 1856.